# 南在俊
南 在俊（ナム ジェジュン、朝鮮語: 남재준、1944年10月20日 - ）は、大韓民国の軍人、政治家、大学教授。

## 経歴
1944年10月20日、京城で生まれる。1965年、陸軍士官学校に入学する。1969年に、陸軍士官学校を卒業（25期）。
ベトナム戦争では小隊長として参戦する。1979年、陸軍大学の教官となる。教官をしていた時、粛軍クーデターを起こした全斗煥を批判したことで注目されるようになる。
1988年に第7歩兵師団3連隊連隊長、1990年に第1軍司令部作戦先作戦課長、1991年に第1軍司令部作戦次長となり、准将に昇進する。1993年には首都防衛司令部参謀長となり、1995年に第6歩兵師団の師団長、1997年に陸軍本部人事参謀部部長を経て1998年4月に中将に昇進、首都防衛司令部司令官に任命される。また、この軍服務中に慶南大学経営大学院に進学し、1980年に大学院を終えて経営学修士号を取得した。
2003年4月に陸軍参謀総長に任命された。2004年秋、南在俊が自身の人脈を使って不正な昇級を行っているとの投書が青瓦台に入り、問題となる。南在俊は辞表を提出したが、最終的に、盧武鉉政権は南在俊に対して、辞表を差し戻し、参謀長の任を続けるように命じた。
2005年に軍を退いた後は、忠南大学校、圓光大学校の教授、西京大学校の客員教授となる。2012年の大統領選挙では、朴槿恵の補佐官を務めた。2013年3月、朴槿恵の招聘により、国家情報院の院長に就任した。
2014年、脱北者に関する個人情報を北朝鮮に漏らしたとしてスパイ罪で起訴されていた男性が、一審で無罪判決を受けた。この裁判の過程で、国家情報院が証拠を捏造していた疑いが浮上し、南在俊は国家保安法違反で検察に告発された。この事件では国情院の職員4人が起訴され、起訴猶予となった職員の1人が自殺未遂を犯した。朴槿恵と南在俊は、謝罪に追い込まれた。野党側は南在俊の引責を求めている。
朴槿恵政権時の国家情報院長として、情報収集のための活動費を大統領府幹部らに渡した容疑で2017年11月17日に逮捕された。2018年6月15日、ソウル中央地裁にて特定犯罪加重処罰法（国庫損失）違反などの罪で懲役3年の実刑判決を言い渡された。